# Coffee and Cigarettes, Memphis Version
Coffee and Cigarettes, Memphis Version (también conocida como Coffee and Cigarettes II) es un cortometraje de 1989 filmado en blanco y negro por el director y guionista Jim Jarmusch. 
El corto consiste en los mellizos Cinque Lee y Joie Lee teniendo un debate y Steve Buscemi como el camarero. Luego el personaje de Buscemi se da cuenta de que sus clientes son mellizos y se une a la conversación, compartiendo su teoría sobre Elvis. Este corto luego sería incluido en el largometraje Coffee and Cigarettes estrenado en 2004.

## Personajes
- Joie Lee - Good Twin
- Cinqué Lee - Evil Twin
- Steve Buscemi - Camarero